# Witbonte parelmoervlinder
De witbonte parelmoervlinder (Euphydryas cynthia) is een vlinder uit de familie Nymphalidae (Aurelia's), onderfamilie Melitaeinae. De wetenschappelijke naam is, als Papilio cynthia, voor het eerst geldig gepubliceerd in 1775 door Michael Denis & Ignaz Schiffermüller.
De soort komt voor in Europa.

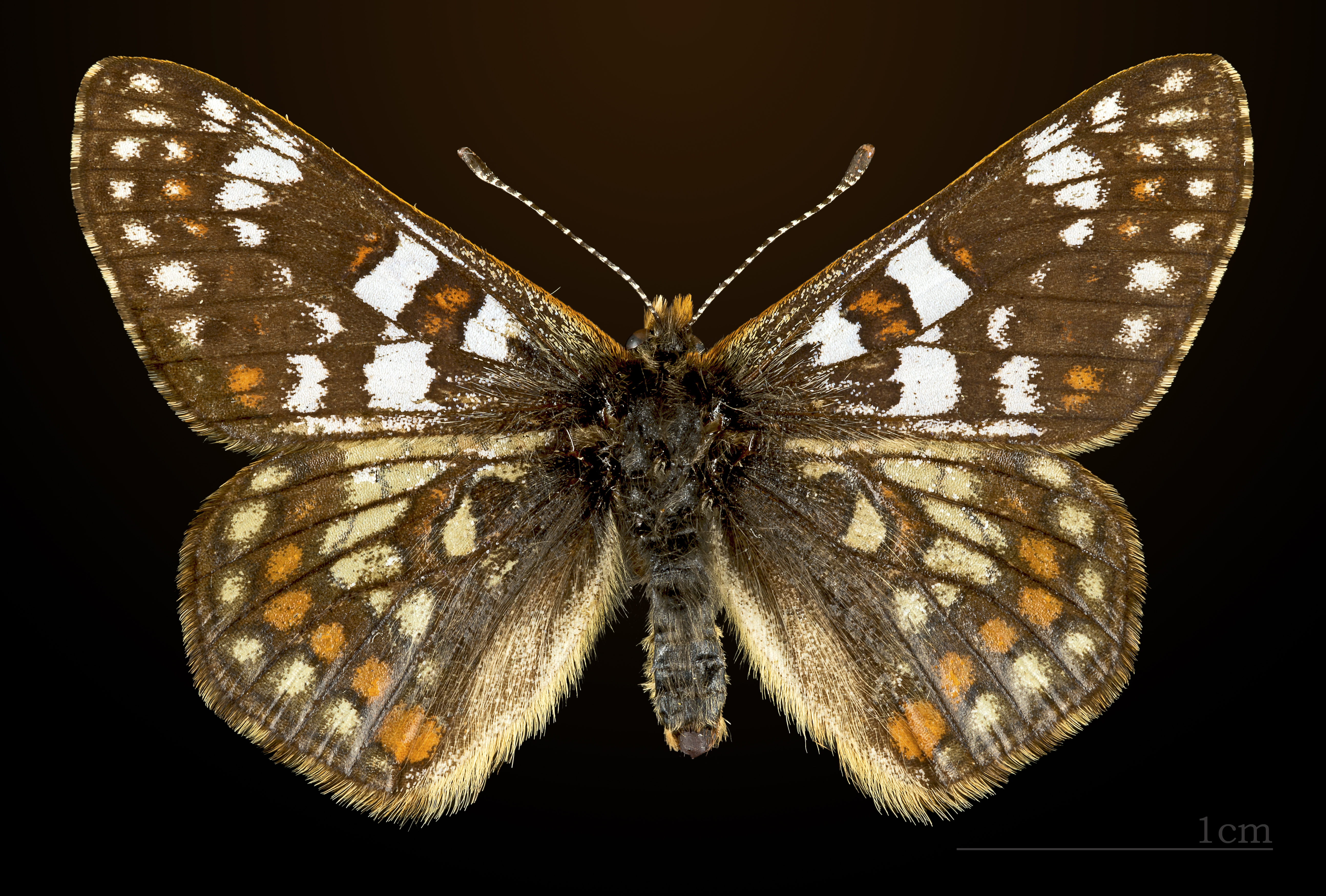
Euphydryas cynthia cynthia  ♂
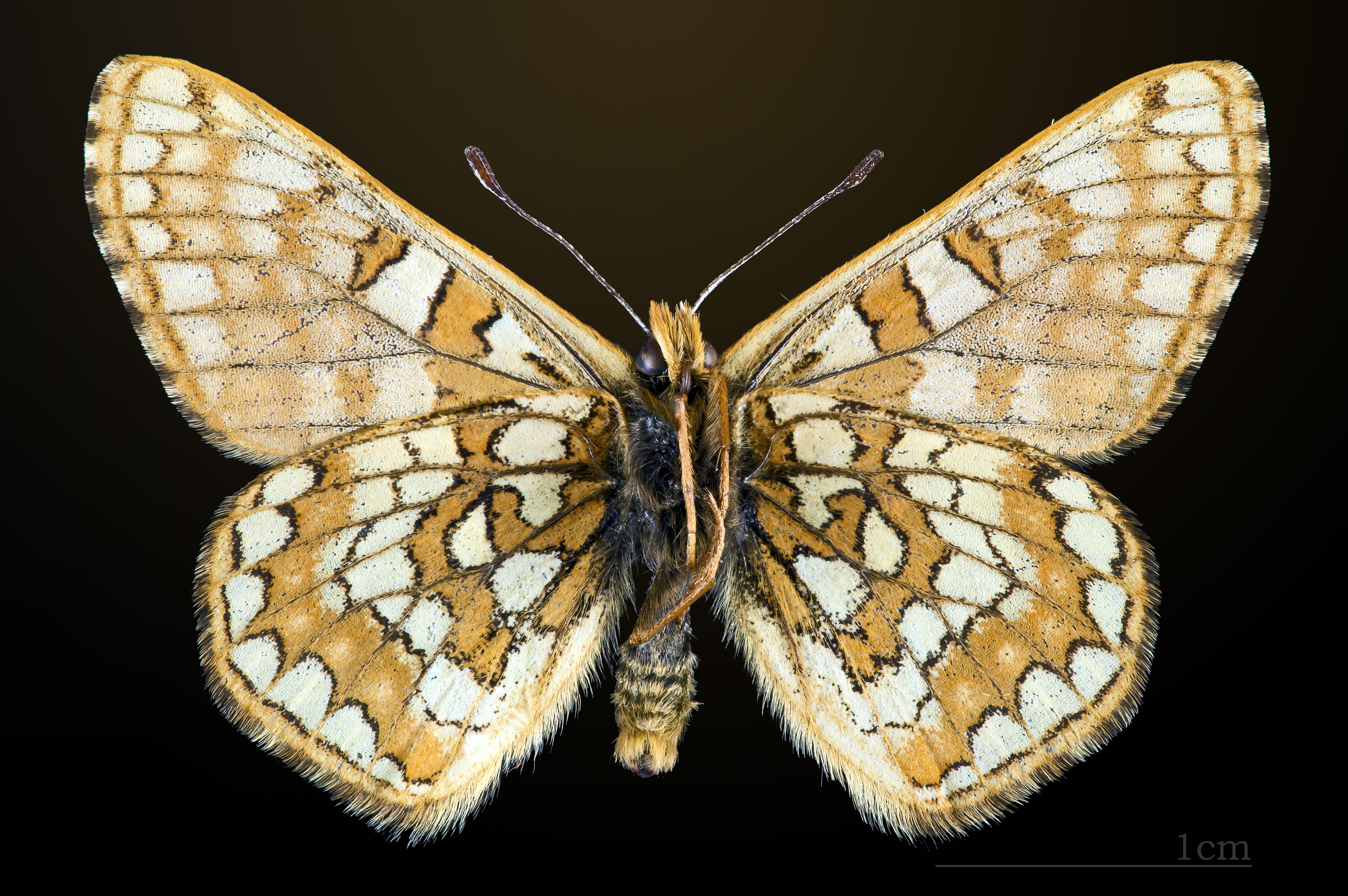
Euphydryas cynthia cynthia  ♂   △
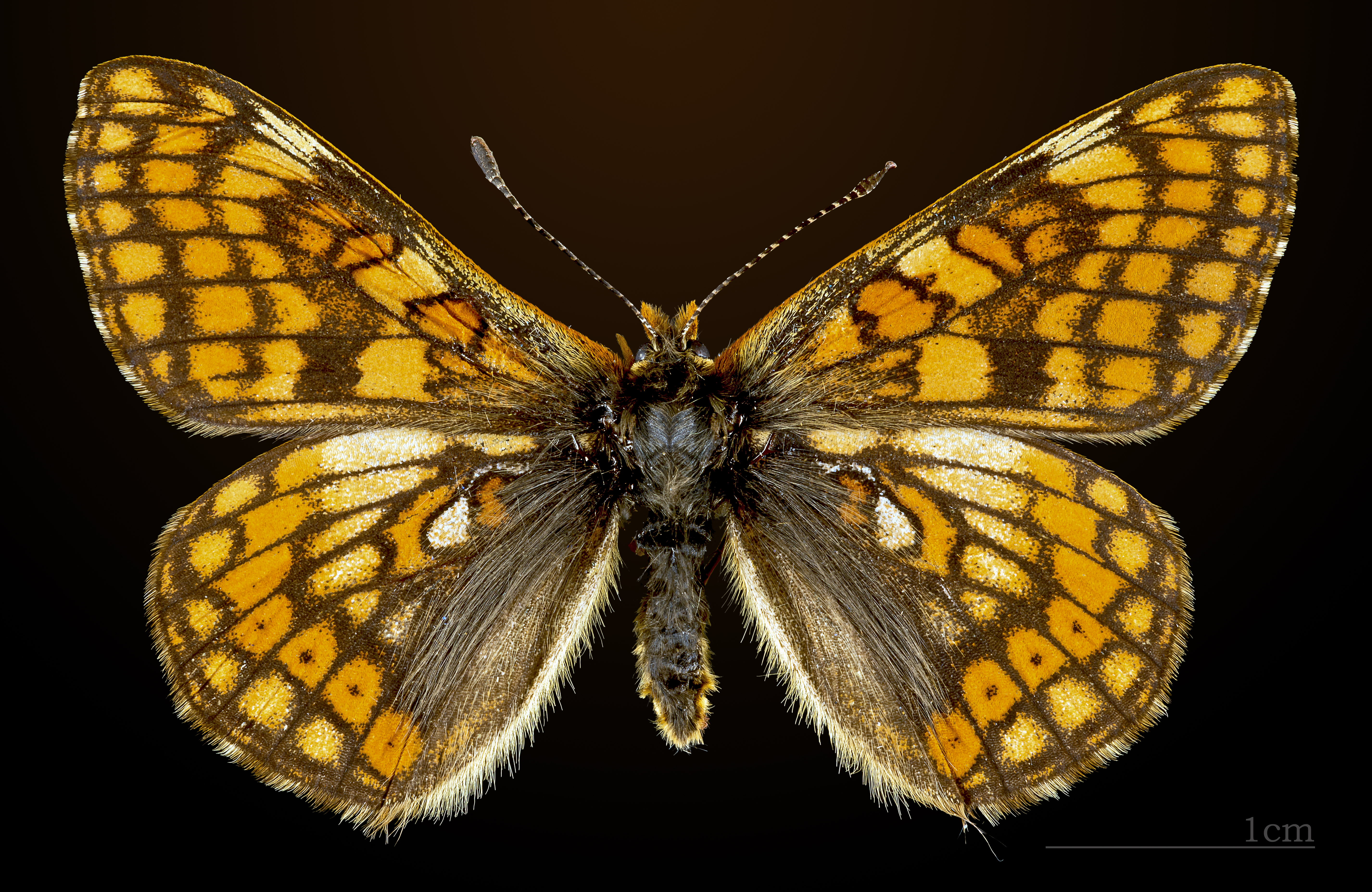
Euphydryas cynthia cynthia    ♀
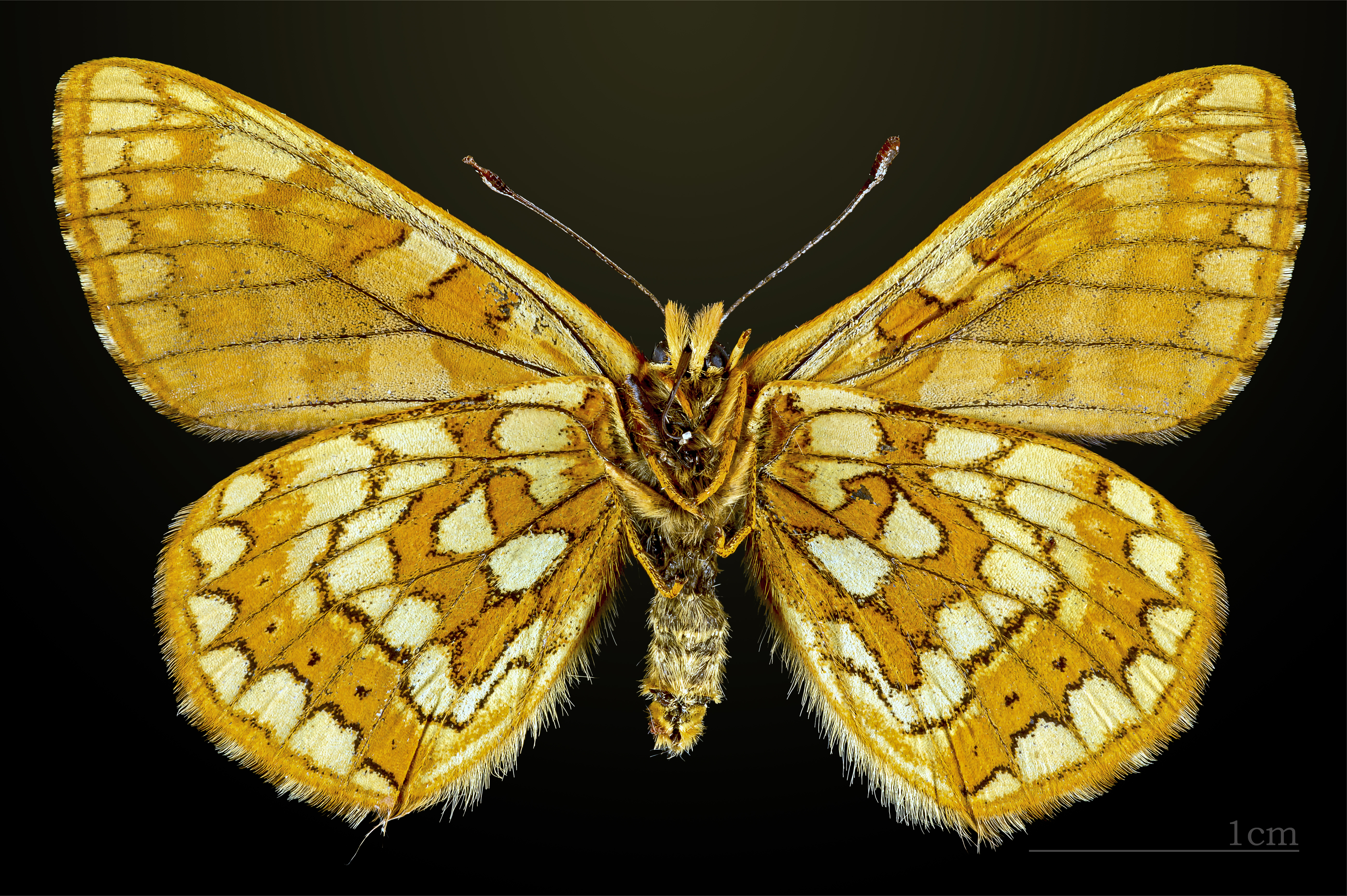
Euphydryas cynthia cynthia   ♀ △

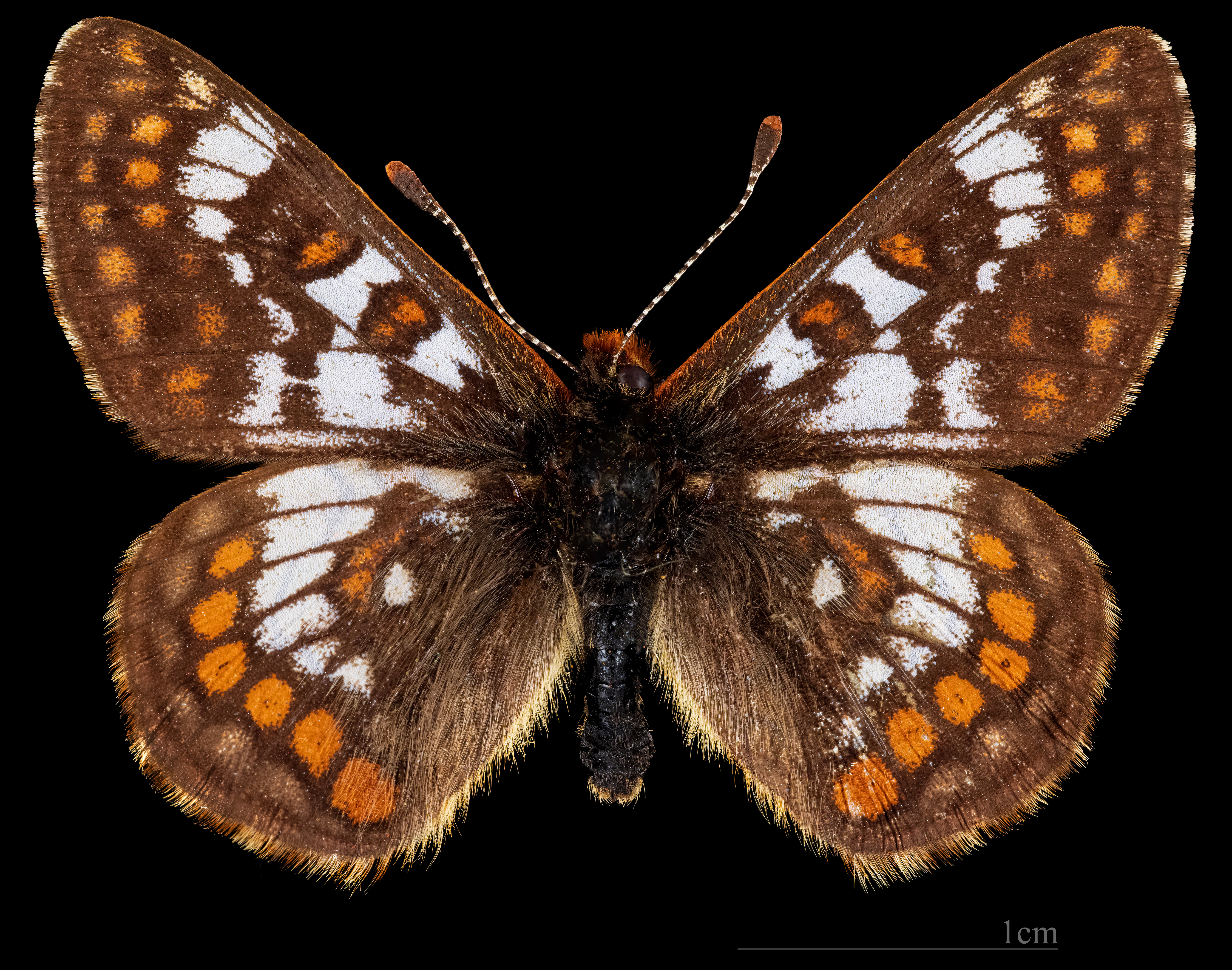
Euphydryas cynthia alpicola  ♂
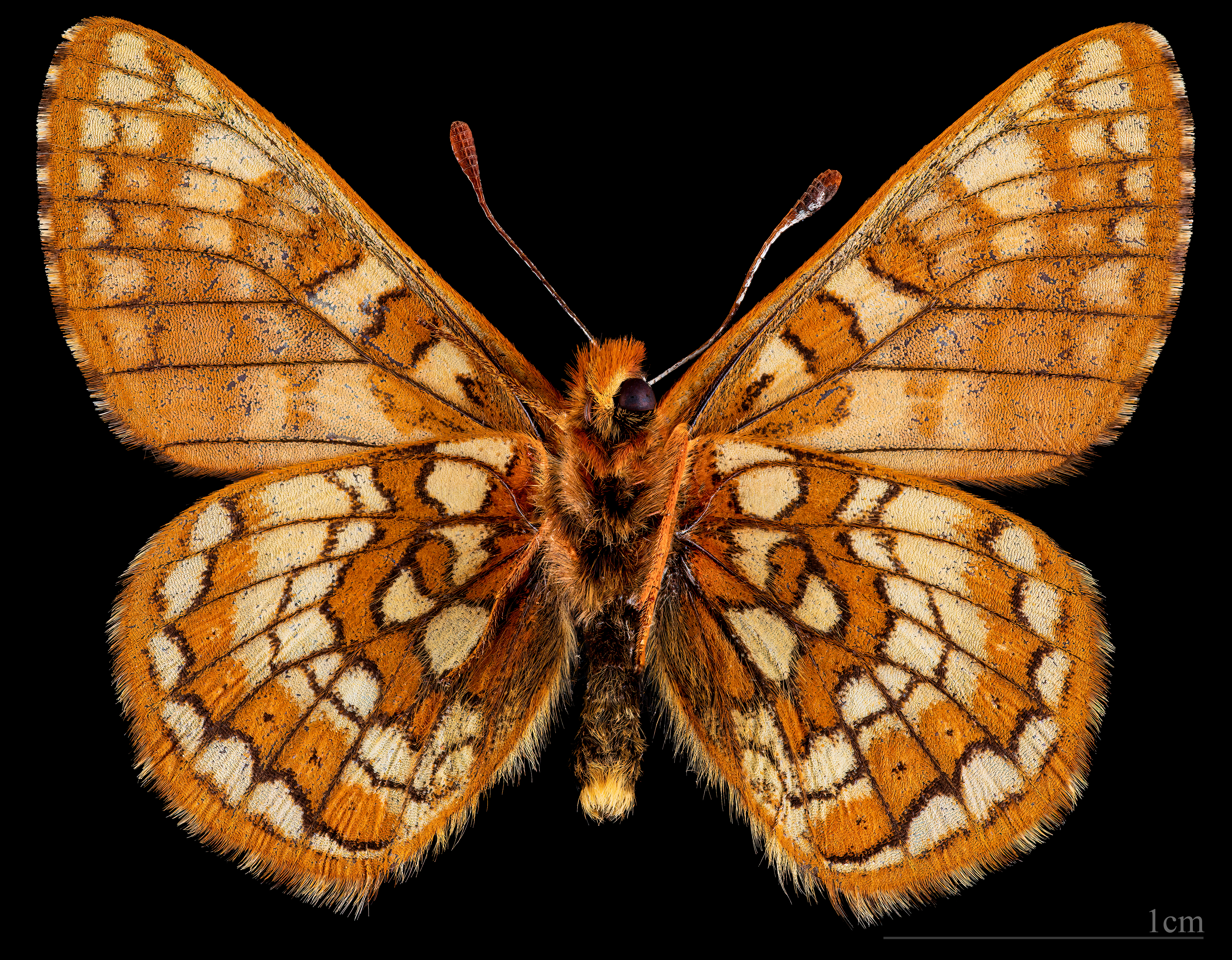
Euphydryas cynthia alpicola  ♂  △
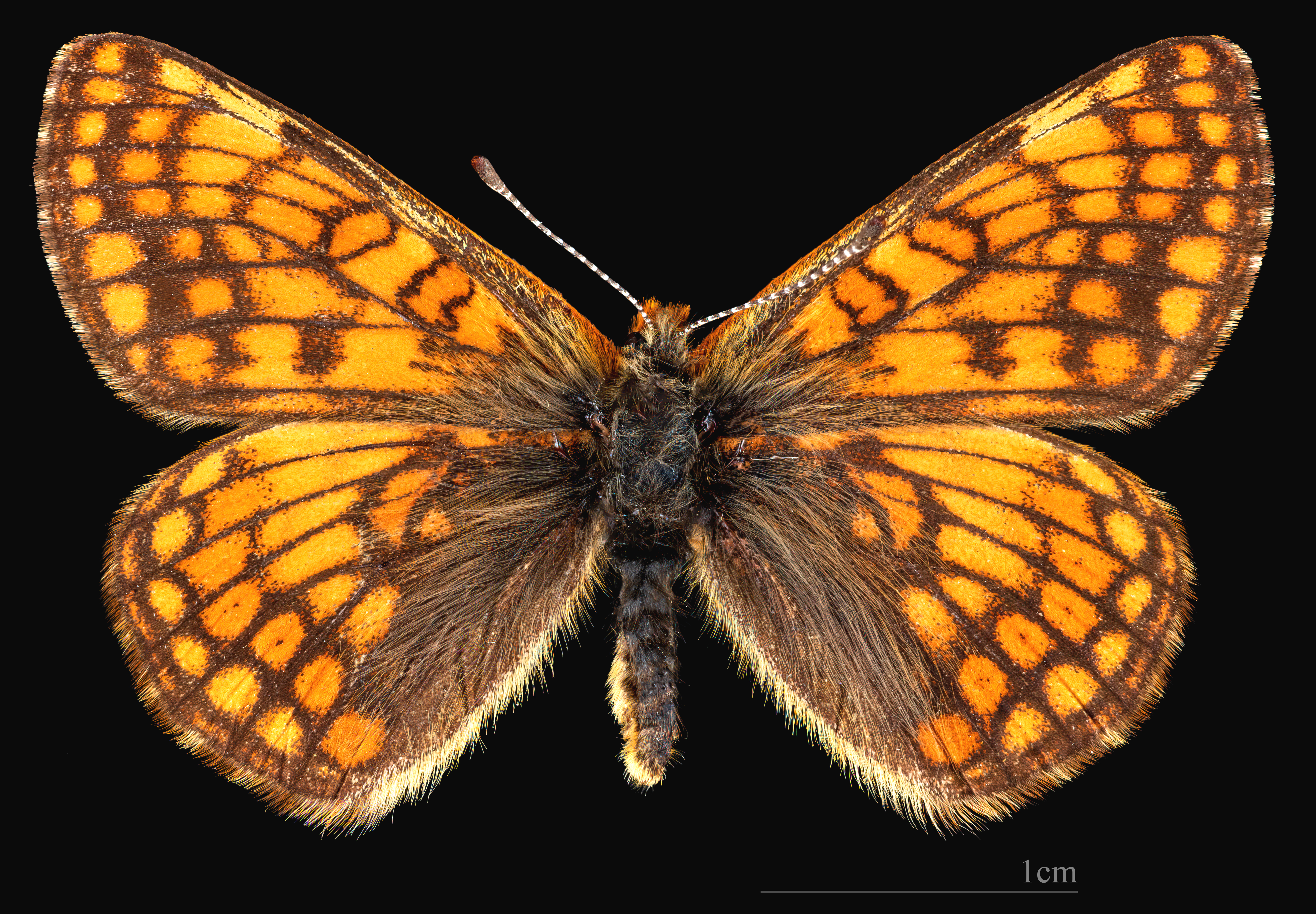
Euphydryas cynthia alpicola ♀
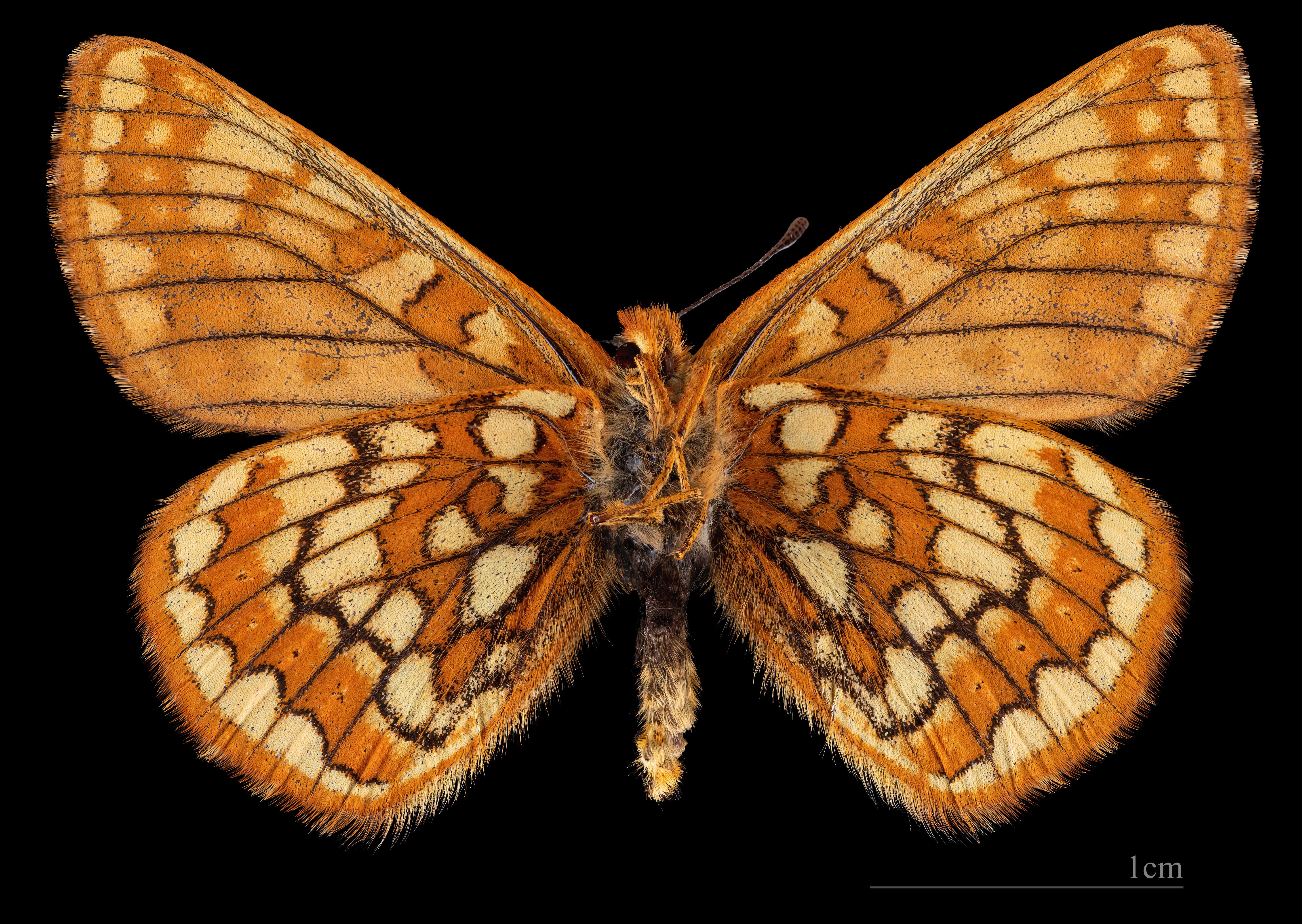
Euphydryas cynthia alpicola ♀ △